# Eupithecia sacrimontis
Eupithecia sacrimontis là một loài bướm đêm trong họ Geometridae.